# Anderson (fiume Columbia Britannica)
L'Anderson  è un fiume del Canada, lungo 40 chilometri. Esso nasce nei pressi del Passo Coquihalla, nella Columbia Britannica e e poi confluisce nel fiume Fraser.